# Paralimnophila guttulicosta
Paralimnophila guttulicosta là một loài ruồi trong họ Limoniidae. Chúng phân bố ở miền Australasia.